# Siméon Le Sage
Pour les articles homonymes, voir Le Sage.
Siméon Le Sage (1835-1909) est un homme politique et un haut fonctionnaire québécois.

## Biographie
Siméon Le Sage naît à L'Assomption le 3 juin 1835.
Siméon Le Sage étudie le droit auprès de George-Étienne Cartier. Il exerce à Joliette, puis à Montréal. Après diverses tentatives pour être élu à l'Assemblée législative, il est nommé, en 1867, au département de l’Agriculture et des Travaux publics, au moment où Pierre-Joseph-Olivier Chauveau organise la première fonction publique québécoise. De 1867 à 1888, il est chargé de l'agriculture, de la colonisation, de l'immigration, des chemins de fer et des travaux publics. Il favorise l’immigration européenne francophone par des mesures incitatives. Il rédige à cette occasion La Province de Québec et l’émigration européenne et crée des agences consacrées à l'accueil des immigrants. En 1901, il est sous-ministre chargé des Travaux publics du ministre de la Colonisation, Lomer Gouin, dans le gouvernement Simon-Napoléon Parent. Il prend sa retraite le 30 juin 1909 après 41 ans de service. 
Il meurt le 9 novembre 1909 à Québec. Il est enterré au cimetière Notre-Dame-de-Belmont à Sainte-Foy.

## Hommages
L'avenue Lesage a été nommée en son honneur, en 1911, dans la ville de Québec.

## Publication
- La Province de Québec et l’émigration européenne, Québec, 1870 [lire en ligne] ; deuxième édition, 1873 lire en ligne sur Gallica

## Distinctions
- Le lac Lesage (sv), région administrative du Saguenay–Lac-Saint-Jean, porte son nom[5]
- Le canton de Lesage, dans l'ancien comté de Labelle porte son nom[6],[7]